# Maison-musée de Bulbul (Choucha)
La maison-musée de Bulbul est la maison d'enfance de BulBul, à Choucha en Azerbaïdjan. Cette maison se compose d'un balcon et de deux salles. Elle était une annexe de la maison-musée de Bulbul à Bakou, jusqu'en 1992.

## Histoire
BulBul est né le 22 juin 1897 dans cette maison et y a passé son enfance. L'inauguration du musée a eu lieu le 29 juillet 1983.
La maison-musée a été fermé après la capture de Choucha par les forces arméniennes en 1992.
Le président Ilham Aliyev a visité la Maison-musée de Bulbul à Choucha le 15 janvier 2021.

## Exposition
Son qaval, des photos de son enfance, certains de ses effets personnels, y compris un costume de khanende, des manuscrits, des documents sur son travail, ses recherches scientifiques, ses activités pédagogiques et sociales ont été exposés au musée. Dans la deuxième salle, les photos de Bulbul avec sa famille, ses amis et ses collègues étaient exposées.
Un portrait en bronze de l'enfance de Bulbul se trouvait sur la façade. Le portrait a été créé par Khanlar Akhmedov.